# パンフレット

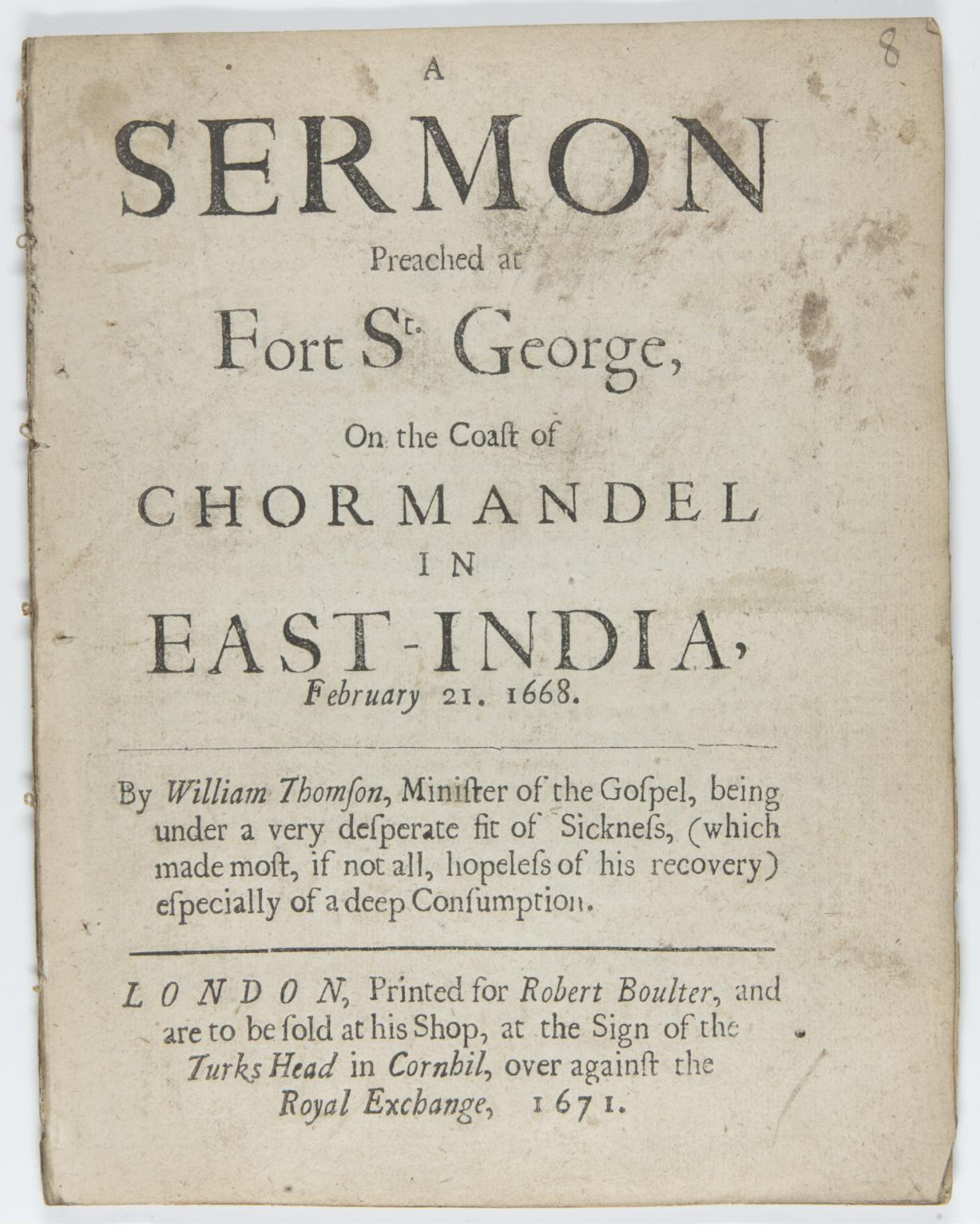
コストがかからず容易につくることができるため、パンフレットは政治的、宗教的な主張を広めるために頻繁に利用された

パンフレット (pamphlet) は、製本されていない、つまり装丁がされたりハードカバーがつけられていない冊子のことである。両面に印刷された1枚の紙を複数回折りたたむ（リーフレットと呼ばれる）ものと、何枚かをたたんで折り目で綴じて、簡単な本の体裁にするものがある。パンフレットの定義として定期刊行物とは異なる出版物が「表紙を除いて5ページから48ページまでのもの」というのがUNESCOによる定義であり、それ以上は「書籍」となる。

## 語源
カバーがなく本体だけで出版された小さな著作(opuscule 小品)を意味するパンフレット(pamphlet )という副詞は1387年ごろに中英語のpamphilet あるいはpanflet になった。これはラテン語で書かれた古めかしい趣のある12世紀の恋愛詩であり滑稽詩「パンフィルス、あるいは愛について(Pamphilus, seu de Amore )」が広まったものである。パンフィルスという名前は「あらゆる人の友」の意のギリシャ語を由来とする。この詩が人気を博したため各地で印刷され、薄いコデックス(写本)のような形で出回ったのである。

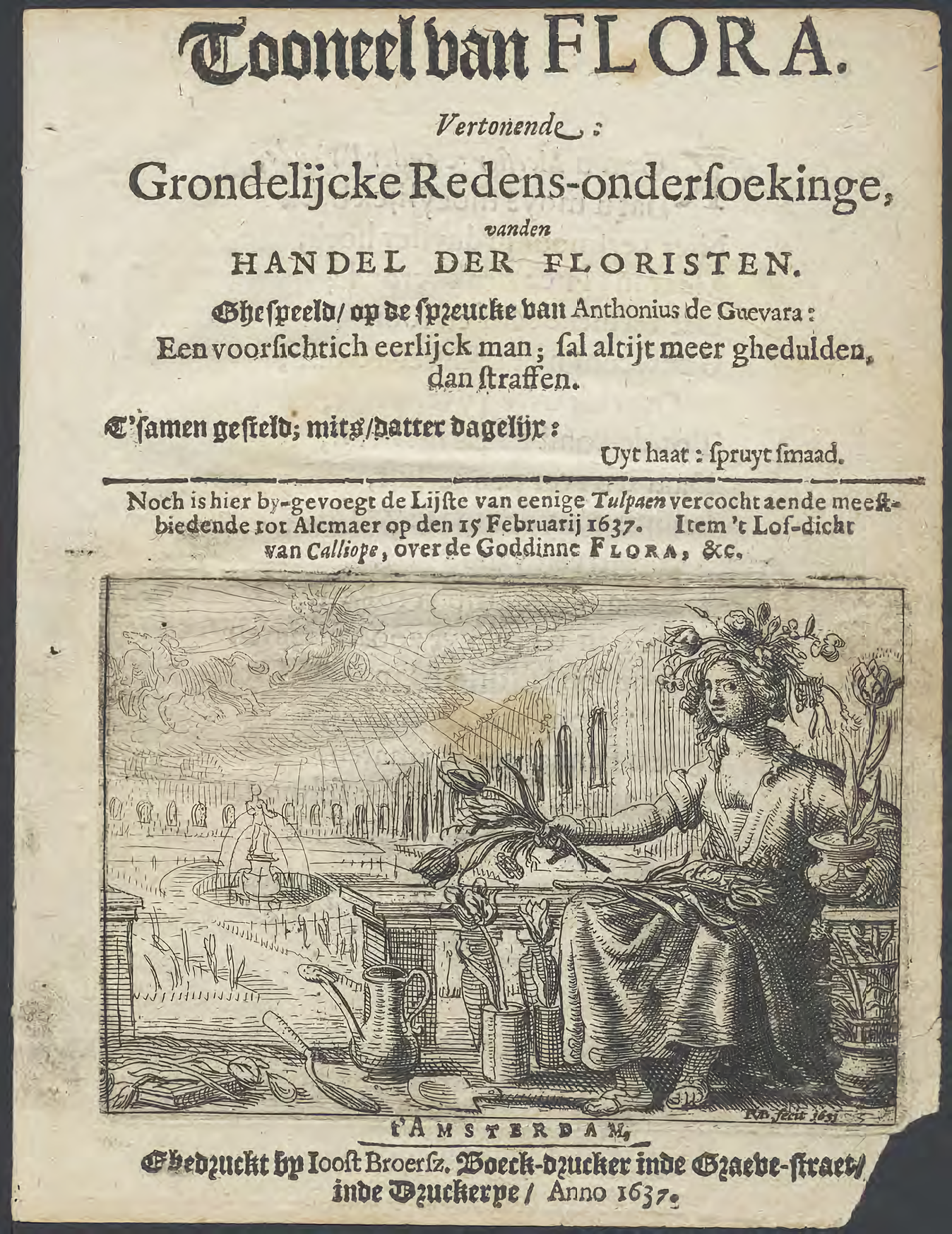
印刷されたパンフレットは何世紀にもわたって情報を広範に伝えるエコノミーな手段であった

今日発行される形態の小冊子(tract )を指していうパンフレットという言葉は、イングランド内戦につながった激しい議論の産物であり、1642年に現れたものである。英語以外のヨーロッパの言語には、この社会的な主張のための冊子という二義的な意味が前面に出ている。これは「小さい本」を意味するラテン語のlibellus から来たリベレにもなぞらえられる現象である。
パンフレットには台所道具から医学、宗教にいたるまであらゆる情報が含まれうる。また安価に生産でき、配布することも容易であるため、市場調査において重要な役割を担っている。そして同じ理由から長年にわたって政治的な抗議活動やキャンペーンの道具としても重要なものだった。

## コレクションとして
本質的にいって長期に保存するものではなく、形態からいって生産が容易であることにより幅広い政治的、宗教的な視点からの発言が並ぶために、パンフレットは多くの書籍蒐集家に喜ばれた。そして集まった膨大な量のパンフレットは、世界中の学術的な研究図書館におさめられている。
特にアメリカの政治的パンフレットを包括的にコレクションしている図書館としてニューヨーク公共図書館、ニューヨーク大学のタミメント図書館、ジョー・ラバディー・コレクションのあるミシガン大学が挙げられる。

## 商業利用
パンフレットは特にマーケティング・コミュニケーションを中心に広く商用にもなる。商品の説明書や指示書き、催し物の宣伝用資料、旅行案内など、リーフレットやブローシャーと共に様々な目的で使用されている。

## 制作工程
企業の要望を受け広告代理店、印刷会社などが主導して個人や会社組織のグラフィックデザイナーに制作を依頼することが多い。内容に特集記事など読み物としての要素を盛り込む場合には、編集の専門会社である編集プロダクションに依頼することもある。